# Palazzo d'Ayala Valva (borgo nuovo)
Il Palazzo d'Ayala Valva di Taranto è uno dei palazzi più prestigiosi del Borgo Nuovo della città.
Fu costruito nel XIX secolo da un discendente tarantino della famiglia d'Ayala Valva, di origine spagnola, e fu sede della Prefettura della città dal 1923, data di istituzione della Provincia di Taranto, fino al suo trasferimento nel nuovo e prospiciente Palazzo del Governo. Il palazzo ha l'ingresso in via Anfiteatro.
L'edificio è di grandi proporzioni, e si sviluppa su tre piani. Il prospetto principale si presenta con un'ampia finestratura e particolari architettonici in stile liberty, con un grande portale all'ingresso principale, un lungo balcone con la ringhiera in ferro battuto al primo piano, e un balcone di dimensioni più piccole al secondo piano. Gli accessi ad entrambi i balconi sono affiancati su ogni lato da due colonne di ordine corinzio. 
All'interno, l'atrio si presenta con due grandi padiglioni decorati, che fungevano anticamente da rimessa per le carrozze, e le cui parti superiori si differenziano nei due ambienti, pur essendo ugualmente dominate dai fregi del casato e dai lupi e dalle taccole dello stemma di famiglia.
Fino al 2016 ha ospitato l'Istituto Musicale Paisiello di Taranto e alcuni uffici dell’Amministrazione Provinciale di Taranto.